# Хёйлунн, Оскар
О́скар Ви́нтер Хёйлунн (дат. Oscar Winther Højlund; 4 января 2005) — датский футболист, полузащитник немецкого клуба «Айнтрахт» (Франкфурт).

## Клубная карьера
Воспитанник футбольной академии клуба «Копенгаген». 22 июля 2023 года дебютировал в основном составе клуба в матче датской Суперлиги против «Люнгбю».
10 июля 2024 года Оскар Хёйлунн перешёл в «Айнтрахт», подписав с немецким клубом пятилетний контракт. 24 августа 2024 года дебютировал за «Айнтрахт» в матче Бундеслиги против дортмундской «Боруссии».

## Карьера в сборной
Выступал за сборные Дании до 17, до 18 и до 19 лет.

## Семья
Отец футболиста — Андерс, также в прошлом футболист. Старший брат Расмус выступает за «Манчестер Юнайтед», а брат-близнец Эмиль играет за «Шальке 04».